# Dworzec autobusowy w Poznaniu
Dworzec autobusowy w Poznaniu – położony na terenie nowego budynku dworca kolejowego Poznań Główny dworzec autobusowy. 

## Historia
Przedwojenny budynek dworca autobusowego został spalony w wyniku działań wojennych, a nowy budynek oddano do użytku 1 czerwca 1946.  W związku z powierzeniem Poznaniowi organizacji mistrzostw Europy Euro 2012 postanowiono wybudować nowy dworzec kolejowy i umiejscowić tam także odprawę autobusów dalekobieżnych. Po wybudowaniu nowego dworca kolejowego i galerii handlowej, obsługę autobusów przeniesiono na parter dworca kolejowego, a 23 listopada 2013, równolegle z przenosinami do nowej lokalizacji, wyburzono stary budynek dworca. 

## Dworzec autobusowy
Na dworcu znajdują się kasy biletowe, centrum informacji pasażerskiej i informacja turystyczna. Jest częścią zintegrowanego centrum komunikacyjnego. Autobusy odprawiane są z 19 stanowisk.

## Przypisy

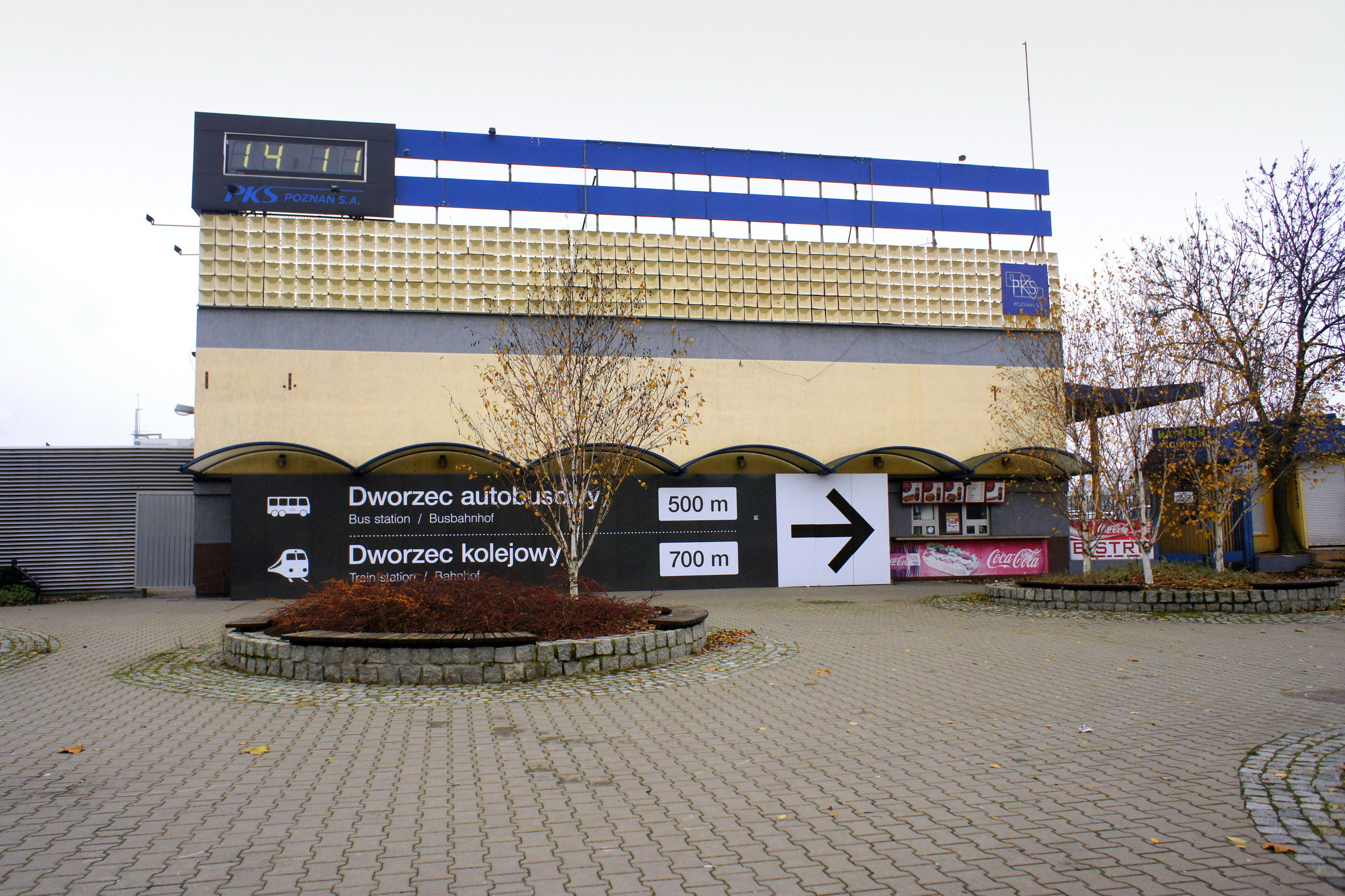
Stary budynek dworca w 2014
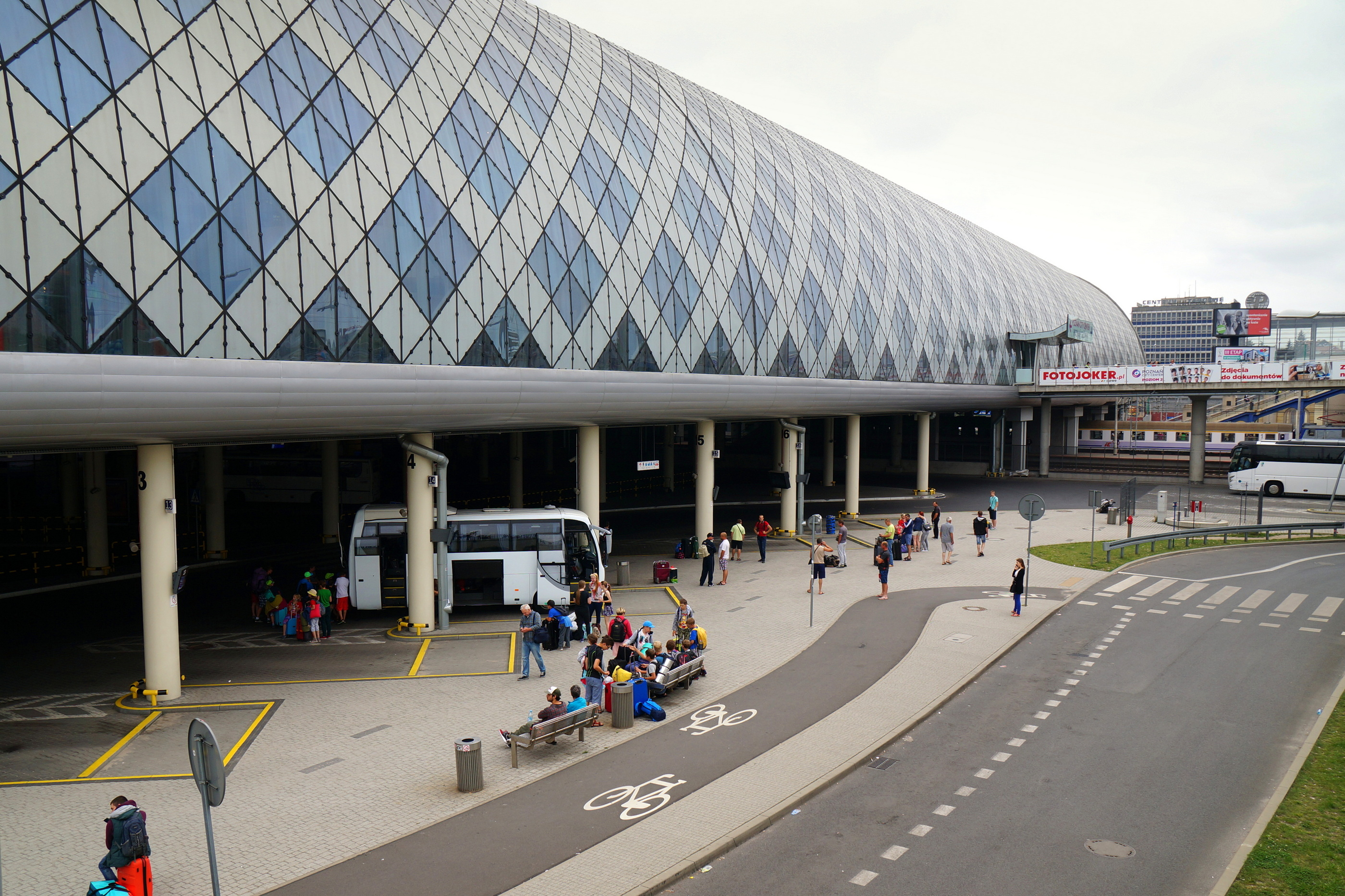
Widok z Mostu Dworcowego
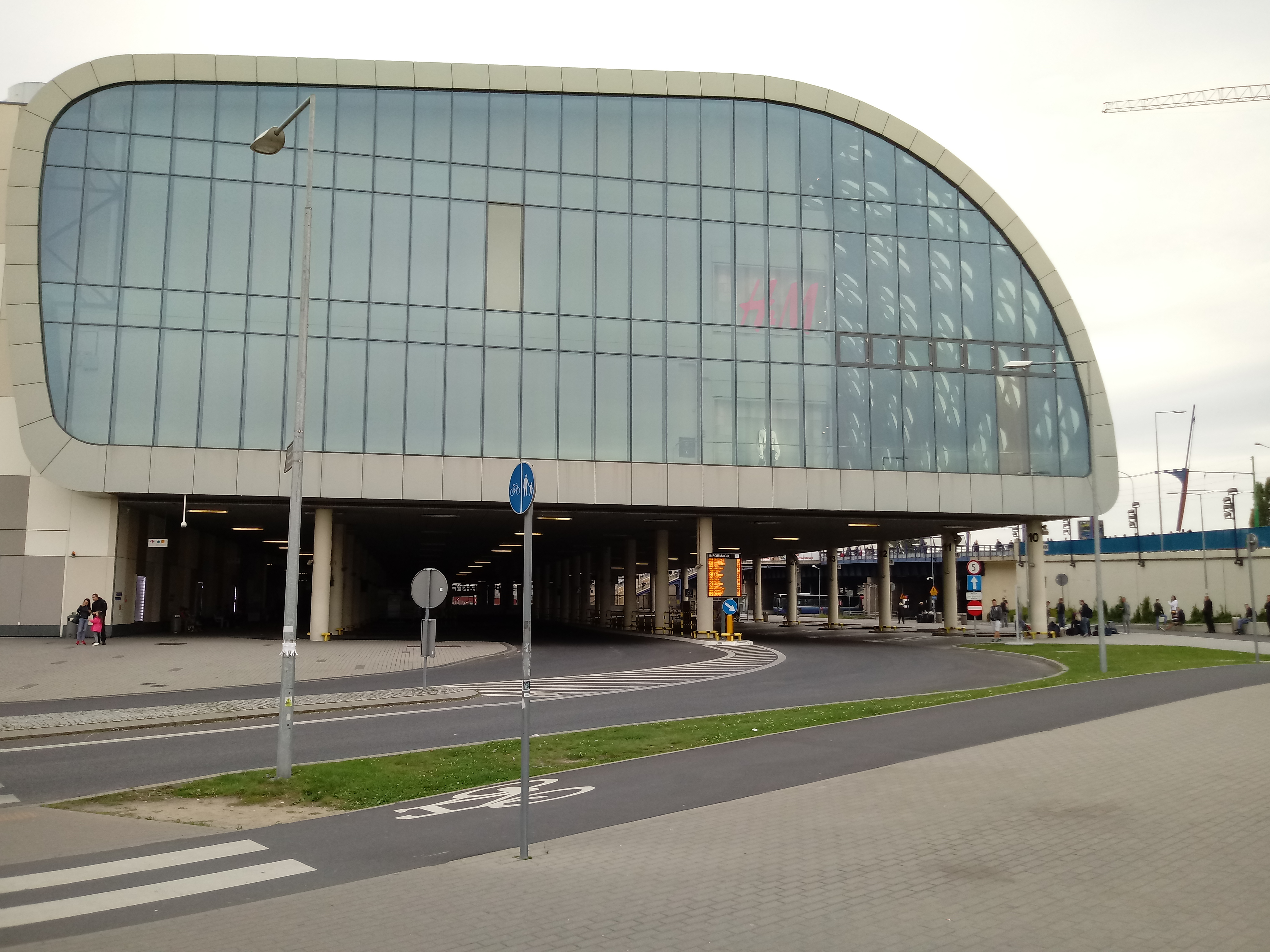
Widok na perony od strony Wolnych Torów